# VfB Stettin
Der VfB Stettin war ein Sportverein im bis 1945 zu Deutschland gehörenden Stettin.

## Geschichte
Max Hanig und seine Mitschüler gründeten an seinem 16. Geburtstag (28. Oktober) im Jahre 1908 den Stettiner Sportverein .Britannia" (Sport-Britannia von 1908 Stettin). Seine Freunde waren ehemalige Schüler der Stolting-Schule (Theodor-Körner-Schule). Die Buchheide bei Stettin war an einem Sonntag die Stätte der Vereinsgründung. Am 29. Dezember 1913 nannte sich der Verein in VfB 1908 Stettin um. Der Verein spielte in der Bezirksliga Stettin, welche Bestandteil der Pommerschen Fußballmeisterschaft innerhalb des Baltischen Rasen- und Wintersport-Verbandes war. In der Saison 1928/29 gewann der VfB die Bezirksliga Stettin und qualifizierte sich für die Pommersche Fußballendrunde. Die im Rundenturnier ausgetragene Endrunde konnte Stettin ebenfalls gewinnen und wurde dadurch Pommerscher Fußballmeister und qualifizierte sich für die Baltische Fußballmeisterschaft, die Stettin auf dem vierten Platz beenden konnte. 1929/30 erreichte der VfB Stettin erneut das Finale der Pommerschen Fußballmeisterschaft, welches jedoch in dieser Saison gegen den Stettiner FC Titania mit 2:3 und 1:4 verloren ging. Der Bezirk Pommern löste sich 1930 vom Baltischen Sport-Verband und schloss sich dem Verband Brandenburgischer Ballspielvereine (VBB) an. In der Saison 1931/32 wurde der VfB Zweiter die Bezirksliga Stettin/Stargard und qualifizierte sich somit für die Pommersche Fußballendrunde. Bei dieser wurde die Mannschaft hinter dem Stettiner SC Zweiter und wurde Pommerscher Vizemeister.
Durch den vierten Platz in der Bezirksliga Stettin 1932/33 qualifizierte sich der VfB Stettin für die 1933 neu erschaffene Gauliga Pommern. Diese Liga konnte Stettin vier Jahre lang halten, beste Platzierung war ein dritter Platz in der Gruppe West in der Saison 1934/35. 1936/37 stieg der VfB Stettin als Letzter der Gruppe West in die Bezirksklasse ab. 1937 erfolgte eine Fusion mit dem Post-SV Stettin zum VfB-Reichspost Stettin 08. 1941/42 erreichte Stettin nochmals die Aufstiegsrunde zur Gauliga, musste sich aber den Luftwaffensportvereinen aus Dievenow und Barth geschlagen geben.
Zur Spielzeit 1939/40 gelang der Feldhandball-Abteilung des Vereins der Aufstieg in die erstklassige Handball-Gauliga Pommern.
Nach dem Zweiten Weltkrieg kam Stettin zu Polen. Der VfB Stettin wurde – wie alle übrigen deutschen Vereine und Einrichtungen – zwangsaufgelöst.

## Erfolge
- Pommerscher Fußballmeister: 1929
- 4 Spielzeiten in der Gauliga Pommern: 1933/34, 1934/35, 1935/36, 1936/37